# Banco Japonés de Cooperación Internacional
El Banco Japonés de Cooperación Internacional (en japonés:国際協力銀行,en inglés:Japan Bank for International Cooperation, también conocido por su acrónimo, JBIC) es una entidad financiera y una agencia de crédito a la exportación estatal japonesa, creada el 1 de octubre de 1999, con la fusión del Japan Export-Import Bank (JEXIM) y el Overseas Economic Cooperation Fund (OECF).
JBIC se convirtió en el ala internacional de la Corporación Financiera de Japón (JFC) (日本 政策 金融 公 庫 Nihon seisaku kin-yu kohko) (administrada por el Ministerio de Finanzas) establecida el 1 de octubre de 2008. Se independizó nuevamente de JFC el 1 de abril de 2012. El banco es propiedad exclusiva del gobierno japonés, y su presupuesto y operaciones están regulados por la ley JBIC. Tiene su sede en Tokio y opera en 18 países con 21 oficinas. El objetivo principal de la institución es promover la cooperación económica entre Japón y los países extranjeros proporcionando recursos para inversiones extranjeras y fomentando el comercio internacional. Tiene un papel importante en la promoción de las exportaciones e importaciones japonesas, y las actividades del país en el extranjero. La presencia del banco se puede ver tanto en los países desarrollados como en los países en desarrollo. Intenta contribuir a la estabilidad del orden financiero internacional y a la promoción del desarrollo sostenible. Sigue una política de no competir con las instituciones financieras ordinarias. El banco fue uno de los instrumentos de asistencia oficial para el desarrollo (AOD) de Japón, que contribuye a la ejecución de la política exterior del país. Como apunta al desarrollo sostenible, JBIC está preocupado por los problemas sociales y ambientales, y requiere estudios de evaluación de impacto ambiental para proporcionar fondos a cualquier proyecto.